# Bandai Namco Entertainment
Bandai Namco Entertainment Inc. (BNEI) (jap. バンダイナムコエンターテインメント  Kabushiki-gaisha Bandai Namuko Entāteinmento) (do 1 kwietnia 2014 jako Namco Bandai Games) – przedsiębiorstwo produkujące gry komputerowe, które powstało z połączenia firm Bandai i Namco. Bandai Namco Games jest całkowitą własnością przedsiębiorstwa Bandai Namco Holdings (NBHD). Jest to czołowa firma Bandai Namco Group’s Game Contents Strategic Business Unit (SBU).

## Gry
- Ace Combat X: Skies of Deception
- Ace Combat Zero
- Ace Combat 6: Fires of Liberation
- Afro Samurai
- Beautiful Katamari Damacy
- Digimon World DS
- .hack//G.U.
- Dragon Ball Z: Budokai Tenkaichi 2
- Fragile: Farewell Ruins of the Moon
- Galaga
- Gunpey
- The Idolmaster
- Inuyasha: Secret of the Divine Jewel
- Klonoa
- Little Nightmares
- Macross Ace Frontier
- Mario Kart Arcade GP 2
- Mobile Suit Gundam: Crossfire
- Naruto: Ultimate Ninja
- Naruto: Uzumaki Chronicles
- Naruto Shippuden: Ultimate Ninja Heroes 3
- Naruto:Ultimate Ninja Heroes
- Naruto Ultimate Ninja 2
- Naruto Ultimate Ninja 3
- Naruto:Ultimate Ninja Heroes 2
- Naruto Shippuden: Ultimate Ninja Storm 2
- One Piece: Unlimited Adventure
- Naruto Shippuden: Ultimate Ninja 4
- Naruto Shippuuden: Narutimate Accel 2
- Naruto: The Broken Bond
- Naruto: Ultimate Ninja Storm
- Naruto: Uzumaki Chronicles 2
- One Piece: Unlimited Cruise
- Pac-Man World Rally
- Ridge Racer 7
- Soul Edge
- Soulcalibur II
- Soulcalibur III
- Soulcalibur IV
- Tales of the Abyss
- Tales of the World: Radiant Mythology
- Tales of Symphonia: Dawn of the New World
- Tales of Vesperia
- Tamagotchi Connection: Corner Shop
- Tamagotchi Connection: Corner Shop 2
- Tamagotchi: Party On!
- Tekken
- Tekken 2
- Tekken 3
- Tekken 4
- Tekken 5: Dark Resurrection
- Tekken 6
- Tekken Tag Tournament 2
- The Legend of Heroes III: Song of the Ocean
- Trioncube
- Xenosaga Episode III: Also sprach Zarathustra
- Mario Super Sluggers
- Tekken 7